# Vittorio Emanuele Orlando

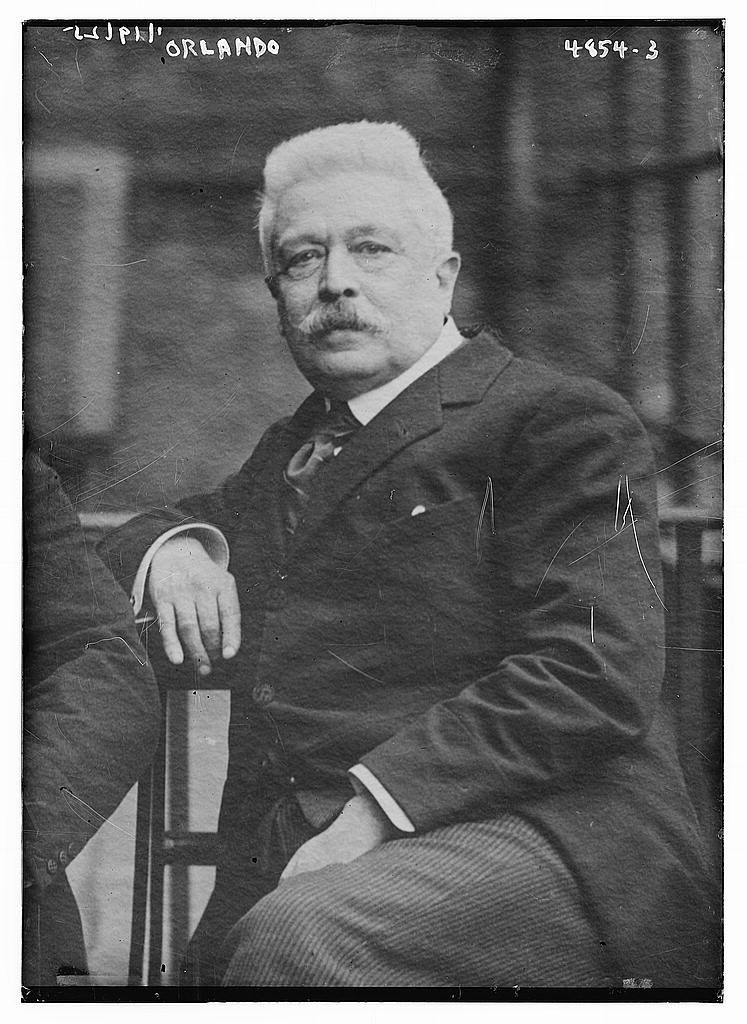
Vittorio Emanuele Orlando in 1919

Vittorio Emanuele Orlando, (Palermo , 19 mei 1860 - Rome, 1 december 1952), premier van Italië van 1917 tot 1919. Hij onderhandelde in 1919 namens Italië bij de vredesbesprekingen in Parijs na de Eerste Wereldoorlog.

## Levensloop
De afgestudeerde jurist was al onder Antonio Salandra en Paolo Boselli politiek actief. Toen in 1917 de Slag bij Caporetto tot het aftreden van Bosselli leidde, werd Orlando tot Minister-president benoemd.
Hij was, samen met Woodrow Wilson, Georges Clemenceau en David Lloyd George, lid van de Raad van Vier, die de onderhandelingen leidde. Deze raad had een aanmerkelijk aandeel in de totstandkoming van het Verdrag van Versailles. Maar omdat Orlando slecht Engels sprak, was zijn aandeel in de onderhandelingen gering en kon zijn minister van Buitenlandse Zaken Sidney Sonnino feitelijk de regie voeren. Hij trad in 1919 af, vanwege de kwestie Fiume.
Vanaf 1944, na de afzetting van Mussolini was hij voorzitter van het Huis van Afgevaardigden. In 1948 werd hij om zijn verdiensten tot senator voor het leven benoemd.

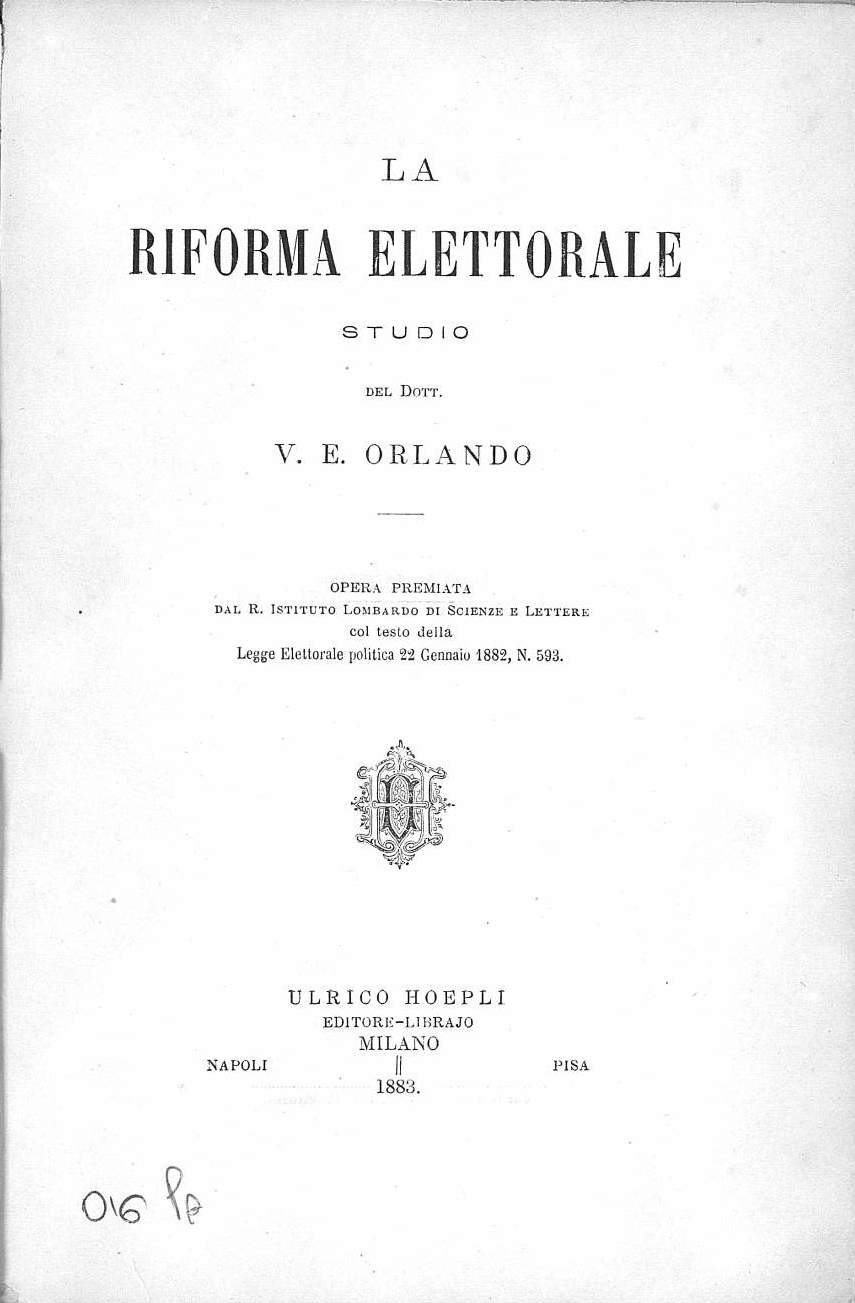
La riforma elettorale, 1883